# 大德路 (高雄市)
大德路（Dade Rd.）為高雄市岡山區的東西向半圓型道路，起端銜接壽天路，末端為岡山路，共分為三段，岡燕路、大仁南路為分段點。

## 行經行政區域
- 岡山區

## 沿線設施
（由西至東）
- 大德一路：
  - 台灣基督長老教會岡山教會
  - 岡山區農會綜合大樓
  - 永豐銀行岡山分行
  - 陽信銀行岡山分行
  - 岡山黃昏市場
  - 大德一路地下道
  - 岡山和平公園
  - 內政部警政署保安警察第五總隊岡山營區
- 大德二路：
  - 高雄市立岡山國民中學
- 大德三路：
  - 大德三路地下道
  - 億進寢具生活館岡山門市
  - 胖老爹美式炸雞高雄岡山店
  - 大樹連鎖藥局高雄岡山店

## 公共自行車
- 高雄市公共自行車租賃系統：
  - 岡山和平公園(大德一路)：大德一路/竹圍東街(西北側)
  - 岡山國中(大德二路側)：大德二路165號(對側人行道)

## 相關連結
- 高雄市主要道路列表